# Mercè Rigalt i Lladós
Mercè Rigalt i Lladós o Mercedes de Rigalt (Barcelona, Barcelonès, 18 de setembre de 1879 - 1963) fou una pianista catalana.
Filla del publicista i antic president de la Cambra de Comerç espanyola de París, Pere de Rigalt i Tagell, i de Antònia Lladós i Rius (ca 1846-1932). Neboda del diputat Magí Lladós i Rius. Estudià solfeig i les primeres lliçons de piano amb el professor Antoni Vaqué, i traslladada a Madrid amb la seva família, ingressà en el Conservatori Reial. Més tard passà a París, on feu oposicions per aspirar a una de les places vacants en les classes de piano d'aquell Conservatori, aconseguint-la amb el número u entre 197 opositors.
Deixeble d'Henri Fissot i Raúl Pugno, aconseguí el gran primer premi d'honor (1896) i ja llavors es rebel·là al públic parisenc, prenent part en els més notables concerts que s'organitzaven a la capital francesa. Isabel II d'Espanya, en aquell temps exiliada a París, la crida diverses vegades al seu palau de l'avinguda Kleber, on, per escoltar-la, si congregaven nombroses notabilitats, crítics afamats, com Bruneau i Pessard, saludaren a la jove pianista com una gran esperança de l'art musical.
Les previsions dels crítics parisencs es realitzaren i encara més, per la Rigalt en la sèrie de concerts que donà el 1897 a Madrid i Barcelona. Pocs artistes han assolit tan espontanis i sorollosos triomfs davant d'un públic tan exigent com els que anaren a escoltar-la. Una autoritat musical de Madrid escrivia: «Ara delicat i suau, ara enèrgic i brillant, conforme o requereix la música, el seu joc al piano és perfecte». De tornada a París emprengué una campanya artística molt variada i activa, sent sol·licitada per tocar en diverses capitals europees. La seva reputació s'afermà cada dia més, podent amb raó nomenar-la el crític del New-York Herald una de les més grans pianistes d'Europa.
A Londres causà verdadera sensació, prenent part en concerts notabilíssims al costat d'Adelina Patti, Nellie Melba, Enrico Caruso, Victor Maurel, Pablo Sarasate, Hollman, Arbós i molts altres artistes famosos. A partir de llavors, encara que no deixà mai de cultivar el seu art, Rigalt es va presentar rares vegades en públic, havent-se-li escoltat solament en alguns salons de París, on residí quasi constantment fins al 1920.
L'any 1939 emigra a Brasil.

## La filla
La seva filla, Mercedes Roses de Rigalt, (Barcelona, 1902) va heretar de la seva mare el temperament musical. Es donà a conèixer a París, sent encara una nena, amb un recital de piano en la sala Pleyel (1914). Més tard el 1919, en un concert organitzat per l'Orquestra Simfònica de Barcelona, executà en el Palau de la Música Catalana diverses composicions de Chopin, Liszt i Blumenfeld, cridant poderosament l'atenció de la critica per la seva distinció, per la seva delicadesa en el fraseig i pel seu net joc, i rebel·lant-se, malgrat la seva joventut, com a concertista de grans mereixements.